# Tielt
Pour la section de commune de Tielt-Winge, voir Tielt (Brabant flamand).
 (août 2023).
Si vous disposez d'ouvrages ou d'articles de référence ou si vous connaissez des sites web de qualité traitant du thème abordé ici, merci de compléter l'article en donnant les références utiles à sa vérifiabilité et en les liant à la section « Notes et références ».
Tielt, également appelée Thielt en français, est une ville néerlandophone de Belgique située en Région flamande, chef-lieu d'arrondissement en province de Flandre-Occidentale. Elle comptait au 1er janvier 2025, 31 908 habitants.

## Histoire
Tielt est apparue entre les Ve et Xe siècles et fut probablement fondée par le Viking Rikiwulf (en), de la dynastie des Wulfings, dont le domaine s'étendait jusqu'à Reclinghem en l'Artois. Sa plus ancienne mention, sous la forme de Tiletum, date de 1105 et concerne l'impôt payé par le propriétaire d'une villa de Thielt.
En 1245, les droits de la ville furent accordés à Thielt et en 1275 la halle aux draps fut construite. Suivirent la tenue d'un marché annuel, la maison des Échevins, l'arrivée des Franciscains (pendant longtemps le noviciat s'est déroulé à Thielt), et l'école latine en 1686.
Entre-temps, Thielt fut partiellement détruite à plusieurs reprises, soit par un incendie, soit par les Gantois qui venaient y faire la guerre.
Durant la Première Guerre mondiale, les troupes allemandes installèrent leur quartier général à Thielt.
Des troupes françaises sont venues cantonner sur Thielt en octobre 1918.
La ville fut bombardée plusieurs fois pendant la Seconde Guerre mondiale, de sorte qu'après la libération par le général polonais Maczek une reconstruction fut nécessaire.
Au premier janvier 2025 la commune de Tielt entre en fusion avec la commune avoisinante de Meulebeke en gardant le nom de Tielt pour la nouvelle entité.

## Héraldique
|  | La ville possède des armoiries qui lui ont été octroyées le 10 novembre 1819 et confirmées le 7 avril 1838. Elles ont été changées le 9 février 1981. Selon la légende, le chevron aurait été accordé par Guillaume de Normandie lorsqu'il accorda plusieurs privilèges à la ville. Ce chevron était basé sur les armes de Harelbeke, et les clés ont été ajoutées à titre de distinction. Ceci, cependant, ne peut pas être prouvé. La plus ancienne utilisation des armoiries date des sceaux de la ville depuis le XVe siècle. Le chevron provient probablement des armoiries de Courtrai, Thielt étant le siège de l’un des tribunaux inférieurs du district de Courtrai. D'autres villes du district, telles que Harelbeke, utilisaient également le chevron. La conception de base des armoiries n'a jamais changé, cependant, jusqu'au XXe siècle, les clés sont parfois tournées vers la gauche, parfois vers la droite. Au début du XIXe siècle, le gouvernement néerlandais reconfirma l'utilisation de ces armoiries, mais avec un champ en or. Après l'indépendance de la Belgique en 1830, les armoiries ont été octroyées à nouveau, mais la couleur n'a pas été corrigée. Finalement, en 1981, elles ont été corrigées et une couronne murale a été ajoutée, pour indiquer la longue histoire de la ville. Blasonnement : D'argent à un chevron de gueules, accompagné de trois clés de sabre tournées. Le bouclier surmonté d'une couronne de ville avec cinq tours d'or. (Traduction libre) Source du blasonnement : Heraldy of the World. |

## Géographie

### Sections de la commune
Thielt-Centre est la plus grande et la plus peuplée d'entre elles.
| # | Section               | Superf. (km2) | Habitants (2020) | Habitants par km2 | Code INS |
| - | --------------------- | ------------- | ---------------- | ----------------- | -------- |
| 1 | Thielt (I)            | 34,82         | 15 259           | 438               | 37015A   |
| 2 | Schuiferskapelle (II) | 7,85          | 1 148            | 146               | 37015B   |
| 3 | Kanegem (III)         | 10,97         | 1 212            | 110               | 37015C   |
| 4 | Aarsele (IV)          | 15,21         | 2 978            | 196               | 37015D   |
| 5 | Meulebeke (c)         | 29,49         | 10 833           | 367               | 37007    |

### Carte

Sections de Thielt et voisines. Les zones en jaune sont les zones bâties.

### Communes limitrophes
La commune de Thielt jouxte les sections et communes suivantes :
- a. Dentergem (commune de Dentergem)
- b. Oostrozebeke (commune d'Oostrozebeke)
- c. Meulebeke (commune de Meulebeke)
- d. Pittem (commune de Pittem)
- e. Egem (commune de Pittem)
- f. Wingene (commune de Wingene)
- g. Ruiselede (commune de Wingene)
- h. Poucques (commune d'Aalter)
- i. Vinkt (commune de Deinze)
- j. Wontergem (commune de Deinze)

## Démographie

### Évolution démographique: avant la fusion des communes
- Sources : INS, Rem. : 1831 jusqu'en 1970 = recensements, 1976 = nombre d'habitants au 31 décembre[6].
- 1866 : scission de Schuiferskapelle en 1862.

### Évolution démographique: commune fusionnée (1977-2024)
- Source : DGS, de 1831 à 1981 = recensements population ; à partir de 1990 = nombre d'habitants chaque 1er janvier[2].

### Évolution démographique: commune fusionnée (depuis 2025)
En tenant compte des anciennes communes entraînées dans la fusion de communes de 2025 on peut dresser l'évolution suivante:
- Source : DGS, de 1831 à 1981 = recensements population ; à partir de 1990 = nombre d'habitants chaque 1er janvier[5].

## Patrimoine
Au centre de la ville se trouve la Tour des halles, vestiges de l'ancienne halle aux draps et/ou maison des Échevins (Schepenhuis), inscrite sur la liste du patrimoine mondial de l'UNESCO parmi les beffrois de Belgique et de France. L'église Saint-Pierre (Sint-Pieterskerk), avec sa chaire monumentale et son banc de communion sculpté, la Paterskerk, la maison Mulle de Terschueren, le Centre culturel Goldhof valent également le détour.

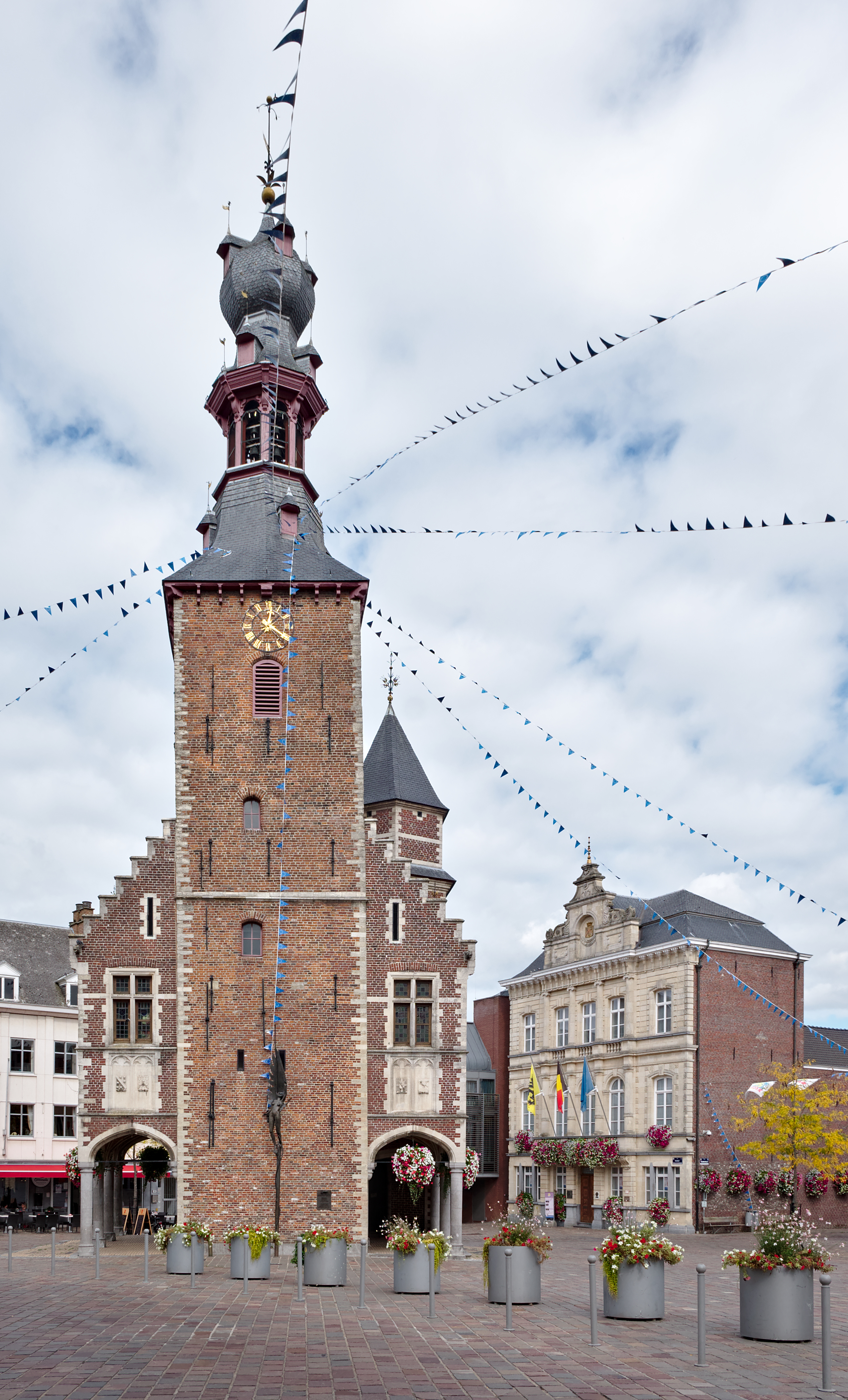
La Tour des halles
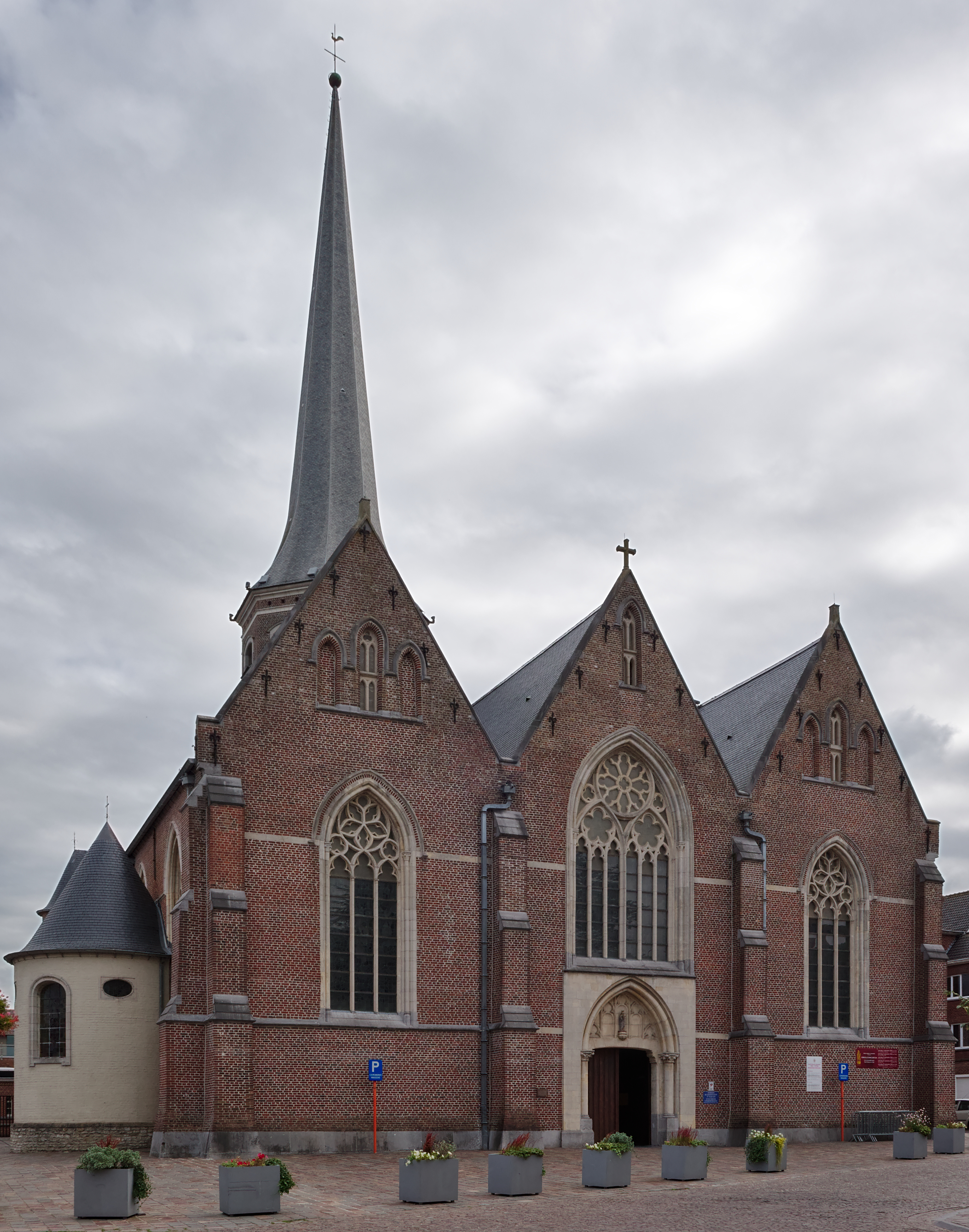
L'église Saint-Pierre
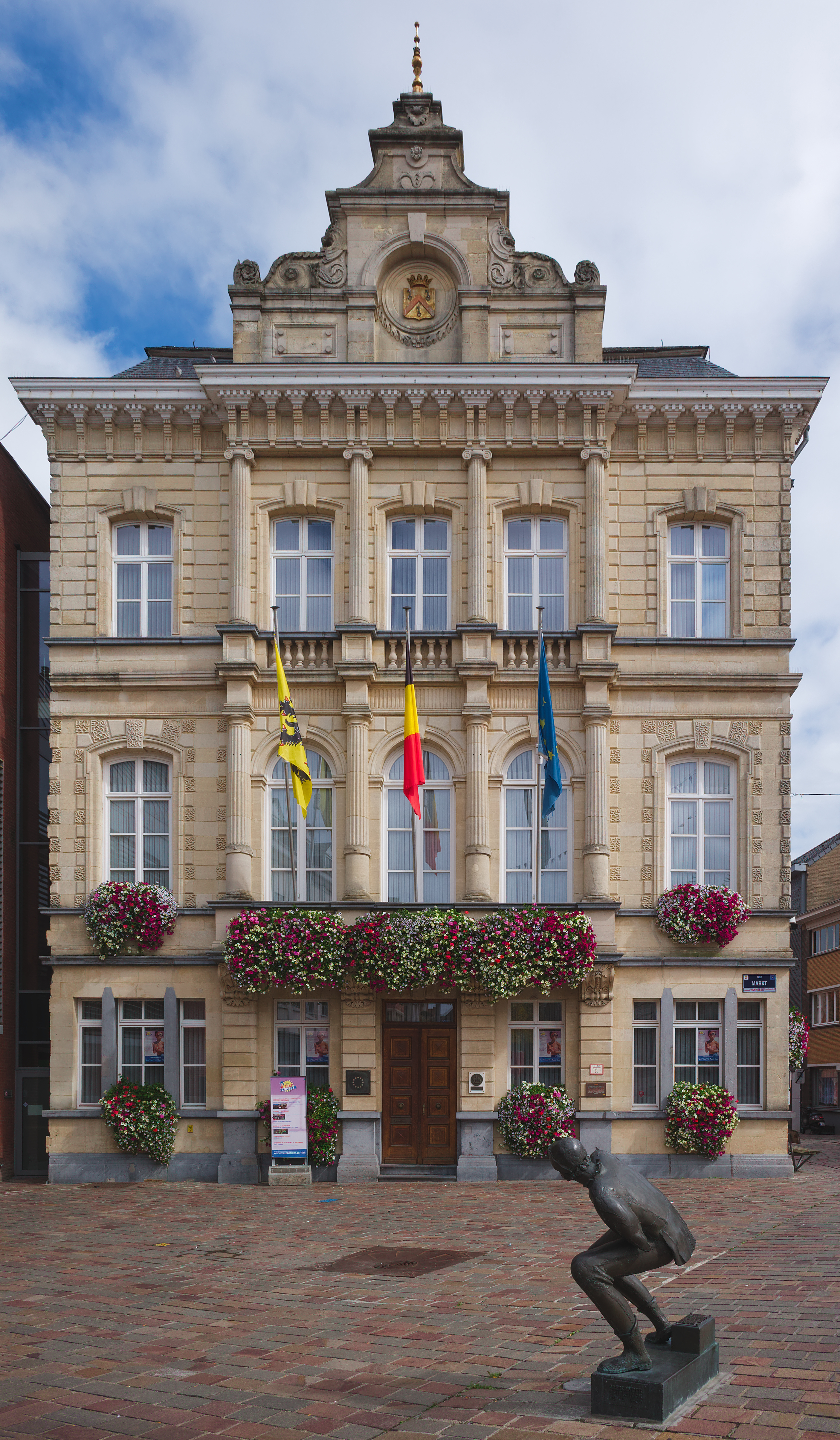
La maison communale

## Transports
- Gare de Tielt
- Gare d'Aarsele

## Jumelages
- Brignoles (France)
- Brunico (Italie)
- Szamotuły (Pologne)

## Personnalités liées à la commune (par ordre de naissance)
- Olivier Le Daim (Olivier De Duivel, v. 1428 - exécuté en 1484), barbier, puis conseiller de Louis XI, né à Tielt.
- Charles Ferdinand Ceramano (1831-1909), pseudonyme de Charles Ferdinand Sermain, né dans la ville, artiste peintre de l'école de Barbizon
- Julius Hoste, fondateur du journal Het Laatste Nieuws, né à Tielt en 1848
- Albéric-Victor Duyver (1859-1939), peintre, né à Thielt
- Lodewijk Scharpé (nl) (1869 - 1935), professeur et flamingant
- Aloys Van de Vyvere (1871-1961), 4e Premier ministre belge (1925) né à Tielt.
- Joris Lannoo, né Georges Lannoo  à Tielt, 20 février 1891, imprimeur et fondateur de l'imprimerie-maison d'édition Lannoo
- Marcel Van Houtte (1914-2001), coureur cycliste né et mort à Tielt
- Godfried Danneels, né en 1933 à Kanegem et mort le 14 mars 2019 à Malines, cardinal et archevêque de l'archidiocèse de Malines-Bruxelles (1979-2010)
- Gianni Meersman (1985) coureur cycliste né à Thielt
- Jan Ghyselinck (1988) coureur cycliste né à Thielt
- Sammy Bossut (1985) footballeur international belge né à Thielt
- Tessa Wullaert (1993), footballeuse internationale belge née à Thielt